# Conopariella crenata
Conopariella crenata är en tvåvingeart som beskrevs av Günther Enderlein 1922. Conopariella crenata ingår i släktet Conopariella och familjen bredmunsflugor.
Artens utbredningsområde är Ekvatorialguinea. Inga underarter finns listade i Catalogue of Life.